# Cryptoerithus quamby
Cryptoerithus quamby là một loài nhện trong họ Gnaphosidae.
Loài này thuộc chi Cryptoerithus. Cryptoerithus quamby được Norman I. Platnick & Barbara Baehr miêu tả năm 2006.